# Station Saint-Aigulin - La Roche-Chalais
Station Saint-Aigulin - La Roche-Chalais is een spoorwegstation in de Franse gemeente Saint-Aigulin.